# ألان كاري
ألان كاري (بالإنجليزية: Alan Carey)‏ هو راكب الكنو أيرلندي، ولد في 11 فبراير 1968.

## وصلات خارجية
- ألان كاري على موقع أوليمبيديا (الإنجليزية)